# Scheldeprijs 2004
De 92e editie van de Scheldeprijs werd gereden op woensdag 14 april 2004 over een afstand van 200 km met de traditionele aankomst aan het gemeentehuis van Schoten. Tom Boonen won de massasprint voor Robbie McEwen en Simone Cadamuro. Johan Museeuw reed zijn laatste officiële wedstrijd, waarna hij definitief afscheid nam van het profwielrennen met een criterium drie weken later.

## Uitslag
| rang | renner              | land        | tijd       |
| ---- | ------------------- | ----------- | ---------- |
| 1    | Tom Boonen          | België      | 4u 19' 00" |
| 2    | Robbie McEwen       | Australië   | z.t.       |
| 3    | Simone Cadamuro     | Italië      | z.t.       |
| 4    | Enrico Poitschke    | Duitsland   | z.t.       |
| 5    | Bernhard Eisel      | Oostenrijk  | z.t.       |
| 6    | Aljaksandr Oesaw    | Wit-Rusland | z.t.       |
| 7    | Ludovic Capelle     | België      | z.t.       |
| 8    | Enrico Degano       | Italië      | z.t.       |
| 9    | Christoph Roodhooft | België      | z.t.       |
| 10   | Roy Sentjens        | België      | z.t.       |